# Разтворимост
Разтворимостта на едно вещество (газ, течност, кристали) показва какво количество от веществото се разтваря в даден разтворител (най-често течност).
Разтворимостта на твърди вещества и течности се задава предимно в g/100g разтворител или g/100ml разтворител (алтернативно g/kg, g/l). За електролити в литературата често може да се намери и т. нар. произведение на разтворимост (виж по-долу). При газове се използва и обемът на газа разтворен в единица обем от разтворителя (ml/ml разтворител и др.).
Най-добре изучени са разтворите във вода.
За разтворимост на газове виж абсорбция.
Зависимостта на разтворимостта от температурата се задава често с т.нар. крива на разтворимостта.
Обикновено при повишаване на температурата кличеството на разтвореното вещество се увеличава в една или друга степен. При някои компоненти това е по-изразено (в диаграмата:бариев нитрат Ba(NO3)2) при други (натриев хлорид NaCl) по-малко. Разликата в разтворимостите на различните вещества може да се използва за тяхното разделяне (пример: отделянето на кристали от NaCl от разтвор на KNO3) или за пречистване чрез прекристализация. Кривата на разтворимостта на натриевия сулфат се различава от другите в диаграмата по-горе. От 0 °C до 32,4 °C разтворимостта се увеличава с температурата, над тази температура почти не се променя. Това се обяснява с обезводняването на солта. Под 32,4 °C из разтвора се отделя натриев сулфат декахидрат Na2SO4·10H2O (глауберова сол), над нея безводната сол Na2SO4. Подобни ефекти в разтворимостта се наблюдават и при образуването на т. нар. двойни соли.
В някои случаи разтворимостта е неограничена, например вода и сярна киселина се смесват във всяко отношение без образуването на втора фаза. Според правилото „подобни се разтварят в подобни“ водата като типичен полярен разтворител разтваря добре полярни вещества като неорганични соли, киселини и други, а не разтваря неполярни вещества като бензол, алкани, органични соли и др.
При електролити разтворимостта може да се зададе и с т. нар. произведение на разтворимост  Ksp. За калциев сулфат, който дисоциира и дава калциеви катиони и сулфатни аниони в разтвор
{\displaystyle CaSO_{4}\rightarrow Ca^{2+}+SO_{4}^{2-}}
Ksp се дефинира като произведение на концентрациите на йоните:
{\displaystyle K_{sp}=[Ca^{2+}]\cdot [SO_{4}^{2-}]=4,93\cdot 10^{-5}\ [{\frac {mol^{2}}{l^{2}}}]} (25 °C)
За електролит, който дисоциира по уравнението
{\displaystyle A_{m}B_{n}\rightarrow m\cdot A^{n+}+n\cdot B^{m-}}
Ksp се дефинира като
{\displaystyle K_{sp}=[A^{n+}]^{m}\cdot [B^{m-}]^{n}}
а разтворимостта S се изчислява по уравнението
{\displaystyle S={\frac {[A^{n+}]}{m}}={\sqrt[{n+m}]{\frac {K_{sp}}{n^{n}\cdot m^{m}}}}\ [mol/l]}